# Old Faithful

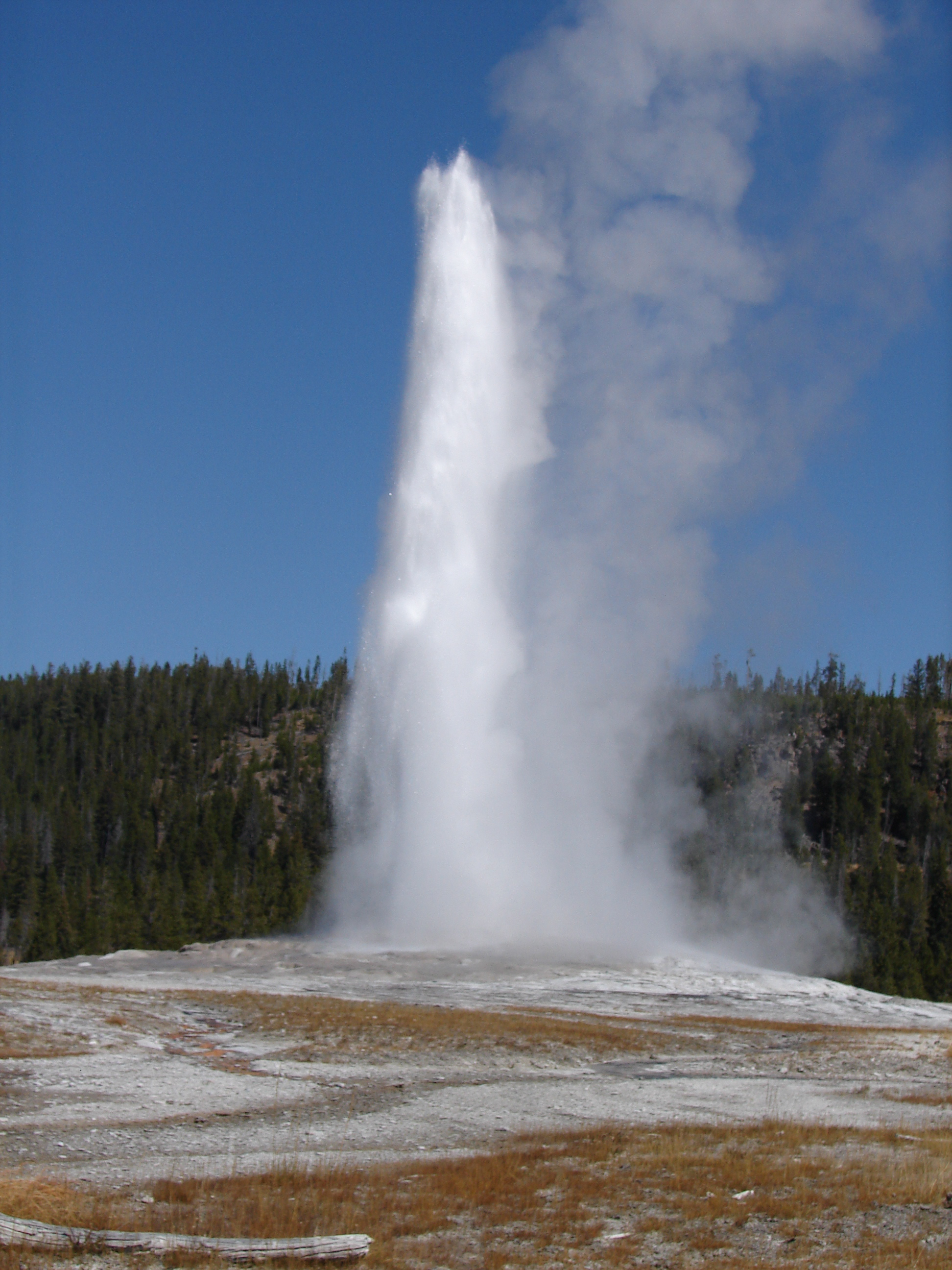
Guèiser Old Faithful en erupció

L'Old Faithful, traduït al català com a Vell Fidel, és un dels guèisers més coneguts del parc nacional de Yellowstone, a Wyoming, Estats Units. Allà hi ha uns 100 guèisers actius, entre ells l'Old Faithful que expulsa aigua cada 90 minuts durant un període de 5 minuts i arriba a alçades entre 55 i 75 metres.
"Old Faithful" és la imatge més famosa del parc nacional de Yellowstone. Segons algunes fonts, és el guèiser més famós del món. Va rebre el seu nom quan va ser descobert el 1870 a causa de la regularitat de les seves erupcions. Aquesta regularitat no és perfecta, però els treballadors del parc prediuen erupcions cada hora amb una incertesa de ±10 minuts i un 90% d'exactitud. L'interval mitjà entre erupcions és de 90 minuts, però és bimodal i les erupcions més duradores són seguides per intervals més llargs.